# Wennington (Lancashire)
Koordinaten: 54° 7′ N, 2° 35′ W

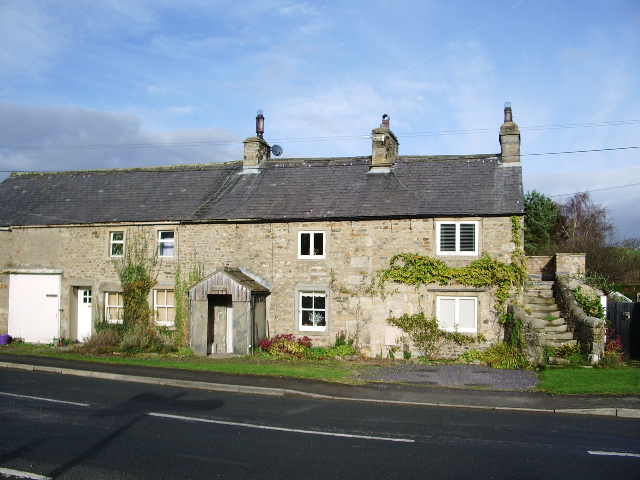
Wohnhaus in Wennington

Wennington ist eine Civil parish in der City of Lancaster in der Grafschaft Lancashire in England mit 102 Einwohnern (2001).
Der Ort hat einen Bahnhof der heute an der Bahnstrecke Leeds–Morecambe liegt und historisch ein Kreuzungspunkt der Furness and Midland Joint Railway und der Midland Railway Strecke von Skipton war.